# Транспорт в Республике Сербской
Транспорт в Республике Сербской находится в ведении Министерства транспорта и связи Республики Сербской. К этой области относятся транспортная и телекоммуникационная инфраструктуры Республики Сербской. Транспортная система включает в себя автомобильные и железные дороги, железнодорожные станции, аэропорты, морские пути, порты и т.д. Телекоммуникационная инфраструктура включает в себя телефонию, телеграф, оптические кабели, наземные станции связи, транспортную телематику и т.д. Составные части транспортной инфраструктуры поделены между организациями — Жељезнице Републике Српске, Почта Республики Сербской, Путеви Републике Српске и другими общественными предприятиями.

## Железнодорожный транспорт
Общая протяжённость железных дорог Республики Сербской составляет 425 км. Компания Жељезнице Републике Српске заведует дорогами, годовой пассажирооборот составляет 1 млн. человек и 6 млн. т груза. В ведении компании находятся 65 пассажирских и 8 товарных поездов. Международный код — 0044. Основные железные дороги:
- Добой — Костайница — Баня-Лука — Омарска — Приедор — Нови-Град
- Блатна — Нови-Град — Добрлин
- Добой — Модрича — Шамац
- Брчко МП — Брчко
- Добой — Зворник
- Биелина — Сремска-Рача
- Ябланица — Штрбци (около линии Белград — Бар)

## Дорожный транспорт
Протяжённость автомобильных дорог в Республике Сербской составляет 4192 км (1781 км — магистральные, 2183 км — региональные). Управление осуществляет компания «Путеви Републике Српске», которая занимается строительством, защитой, реконструкцией и техническим обслуживанием магистральных и региональных дорог, обеспечивает безопасность и возможность движения по дорогам. Информация на указателях предоставлена на латинице и кириллице. Также за контроль движения отвечает Полиция Республики Сербской.

### Автомобильные дороги
Правительство Республики Сербской запланировало построить 430 км автодорог в течение 2010-х — 2020-х годов, ожидаемая стоимость всех работ составляет почти 3 млрд. евро.
Построены
- Автомагистраль Градишка — Баня-Лука (E 661):[4] Чатрня — Берек — Крнете — Маховляни — Лакташи — Клашнице — Гламочани

Строятся
- Автомагистраль Баня-Лука — Добой:[4] Маховляни — Прнявор — Јоховац

Планируются
- Автомагистраль Добой — Якеш (E 73)[4]
- Автомагистраль Гламочани — Млиништа[4]

### Магистральные дороги
Через Республику Сербскую проходят следующие европейские маршруты (магистрали):
- E 73 (М17): (Хорватия) Славонски-Шамац/Шамац — Модрича — Руданка — Добой — Каруше — (Федерация БиГ)
- E 661 (М16): (Хорватия) Стара-Градишка/Градишка — Лакташи — Баня-Лука — Карановац — Угар — (Федерация БиГ)
- E 761 (М5): (Федерация БиГ) — Велечево — Чађавица — Рогољи — Мрконич-Град — Езеро — (Федерация БиГ)
- E 761 (М5): (Федерация БиГ) — Источно-Сараево — Подромания — Рогатица — Ново-Горажде — Вишеград — Вардиште/Котроман (Сербия)
- E 762 (М18): (Федерация БиГ) — Источно-Сараево — Трново — Фоча — Хум/Шчепан-Поле (Черногория)

### Дорожно-транспортные происшествия
По данным 2011 года, самыми опасными по числу ДТП стали участки автомагистрали Клашнице — Прнявор и Нова-Топола — Клашнице.

## Воздушный транспорт
Ранее воздушным транспортом и авиасообщением в Республике управляла компания Air Sprska, но с февраля 2007 года эти обязанности возложены на государственную компанию Sky Srpska. Крупнейший аэропорт в стране — аэропорт Баня-Лука, которыми управляет предприятие «Аэродроми Републике Српске». В планах правительства — строительство аэропорта Требине. В Республике Сербской действуют Дирекция по гражданскому воздушному транспорту Республики Сербской и Авиационная служба Правительства Республики Сербской.

## Водный транспорт
В Республике насчитывается 204 км водных путей, крупнейшими портами являются речная пристань Шамац, порт Капетания в городе Брчко, порт Градишка и порт для сухогрузов Рафинерия-Брод. Судоходными являются реки Сава (в том числе для международного транспорта), Уна, Дрина и Босна (частичное судоходство). Действует паром по маршруту Србац — Биелина — Црнелово.

## Почта
В Республике Сербской насчитывается 9 областных рабочих единиц Почты Республики Сербской, в каждой из которых есть группа общин со своими почтовыми индексами.